# Jawoll
Jawoll was een Duitse band uit de NDW-periode.

## Bezetting
- Kornelia Scholz[3] (zang)
- Robert Foster[4] (gitaar)
- Richard Herberger[5] (keyboard)
- Jochen Bien[6] (basgitaar)
- Matthias Kutschke[7] (drums)

## Carrière
Jawoll werd in 1981 geformeerd door Kornelia Scholz en Matthias Kutschke aan de Kunsthochschule in Kassel. De gitarist Robert Foster was Engelsman, waardoor de gecomponeerde songs hoofdzakelijk in het Engels werden gebracht, waaronder hun latere succesnummer Taxi. Geïnspireerd door de band Ideal besloot de band, alleen nog Duitstalige songs te componeren. Er waren niet veel optredens nodig om ontdekt te worden door Rüssl Räckords, het label van de komiek Otto Waalkes. Er volgde de publicatie van het eerste en enige album Jawoll, waarvan de single Taxi de top 20 van de Duitse singlehitlijst bereikte. Veroorzaker voor het succes was een tv-optreden in het populaire muziekprogramma Bananas. De tweede single Rendezvous van het album bereikte op het nippertje de Top 50 van de Duitse singlehitlijst. Na herhaalde wisselingen van de labels verscheen in 1984 de laatste single Ich bin verrückt nach dir. In 1986 werd de band definitief ontbonden.
De gitarist Robert Foster emigreerde na de ontbinding naar Canada en verbond zich daar met de zangeres Jann Arden,  waarmee hij enkele internationale successen boekte. Zangeres Kornelia Scholz overleed in 1991 aan de gevolgen van leukemie.

## Discografie

### Singles
- 1982: Taxi
- 1982: Marmelade
- 1983: Rendezvous
- 1984: Ich möchte bei Dir sein
- 1984: Ich bin verrückt nach Dir

### Albums
- 1982: Jawoll